# 巴特布豪
巴特布豪（德語：Bad Buchau，發音：[ˌbaːt ˈbʊːxaʊ] ⓘ）是德国巴登-符腾堡州蒂宾根行政区比伯拉赫县的城市，面积23.75平方千米，2023年12月31日人口为4,710人。